# Wendtorf
Wendtorf település Németországban, Schleswig-Holstein tartományban. Lakosainak száma 996 fő (2023. december 31.).

## Népesség
A település népességének változása:
| Lakosok száma | 561  | 951  | 968  | 967  | 985  | 996  |
|               | 1975 | 2017 | 2019 | 2021 | 2022 | 2023 |